# Tim Bevan
Timothy Bevan (Queenstown, Isla Sur, Nueva Zelanda, 20 de diciembre de 1957) más conocido como Tim Bevan; es un productor de cine y televisión neozelandés.

## Biografía
Nacido en la ciudad neozelandesa de Queenstown en el año 1958.
Durante su niñez se trasladó junto a su familia al Reino Unido, en la autoridad unitaria de North Somerset donde creció y realizó sus estudios.
En el año 1983 cofundó en Londres junto a Sarah Radclyffe y Graham Bradstreet la productora cinematográfica inglesa Working Title Films, realizando su primera producción en 1984 llamada "The Man Who Shot Christmas". Actualmente entre los socios de la productora se ha unido Eric Fellner. Entre las más de 40 producciones realizadas destacan películas como Mujeres bajo la Luna, French Kiss, Romeo Is Bleeding, Cuatro bodas y un funeral, Fargo, O Brother, Where Art Thou?, Alta fidelidad, El gurú del sexo, Ali G anda suelto, La mandolina del capitán Corelli, 40 días y 40 noches, About a Boy, Johnny English, Love Actually, Notting Hill, Bean, Elizabeth, El gran Lebowski, El diario de Bridget Jones, Atonement, Thunderbirds, Wimbledon, Bridget Jones: The Edge of Reason, La intérprete, Orgullo y prejuicio, United 93, Atrapa el fuego, Smokin' Aces, Hot Fuzz, Las vacaciones de Mr. Bean, Elizabeth: la edad de oro, Definitely, Maybe, Frost/Nixon, KND operación: R.E.L.A.T.O, State of Play, The Boat That Rocked, Nanny McPhee and the Big Bang, Paul Senna, Johnny English Reborn, Contrabando, Big Miracle, Anna Karenina, Los miserables, The World's End y Yesterday.
También es coproductor de la película y el musical de Billy Elliot.
Actualmente tiene numerosos proyectos en proceso, como las películas Trash y Everest, entre otras y también se ha iniciado en el mundo televisivo, produciendo series de televisión que se estrenaran próximamente para la BBC One.
Durante estos años, ha recibido numerosos premios y nominaciones.
Entre 2012, 2008 y 1999 ha ganado tres Premios BAFTA.
En 2005 ganó uno de los Premios Empire.
En 2013 también ganó un premio de la American Film Institute (AFI Awards).
Ha estado nominado a los Premios Óscar, Premios Primetime Emmy, a los premios del Instituto de Cine Australiano, Premios del Cine Europeo, Premios Gemini, Premios Satellite, entre otros...
También ha recibido premios del Festival de Cine de Zúrich, del Festival de Cine de Hollywood y del Festival de Los Hamptons.
En 2005, recibió el título de Comendador de la Orden del Imperio Británico (CBE) a manos de la reina Isabel II del Reino Unido, por su contribución a la industria cinematográfica y en 2013 fue nombrado doctor honoris causa de la Universidad de York. Fue calificado por el periódico The Daily Telegraph, como uno de los productores más influyentes. 

### Vida privada
Tim Bevan, el día 10 de junio de 1992 se casó con la actriz de cine inglesa Joely Richardson hasta que se divorciaron el 12 de julio de 2001, ambos en 1992 tuvieron su primera hija llamada Daisy.
Actualmente está casado con Amy Gadney y tienen dos hijos en común: Nell (2001) y Jago (2003).

## Premios y distinciones
Premios Óscar
| Año  | Categoría      | Película           | Resultado |
| ---- | -------------- | ------------------ | --------- |
| 1999 | Mejor Película | Elizabeth          | Nominado  |
| 2008 | Mejor película | Atonement          | Nominado  |
| 2013 | Mejor película | Les Miserables     | Nominado  |
| 2015 | Mejor película | La teoría del todo | Nominado  |
| 2018 | Mejor película | Darkest Hour       | Nominado  |
| 2025 | Mejor película | La sustancia       | Nominado  |